# Elecciones estatales de Michoacán de 1992
Las elecciones estatales de Michoacán de 1992 se realizaron el domingo 5 de julio de 1992 y en ellas se renovaron los siguientes cargos de elección popular del estado mexicano de Michoacán:
- Gobernador de Michoacán. Titular del Poder Ejecutivo del estado, electo para un periodo de seis años, sin derecho a reelección.
- 30 diputados del Congreso del Estado. Dieciocho diputados electos por mayoría relativa y doce designados mediante representación proporcional para integrar la LXVI Legislatura.
- 113 ayuntamientos. Integrados por un presidente municipal y un grupo de regidores, electos para un periodo de tres años no reelegibles para el periodo inmediato.

## Resultados

### Congreso estatal
|  | 49.48 % |

|  | 34.39 % |

|  | 7.63 % |

|  | 2.00 % |

|  | 1.30 % |

|  | 0.53 % |

|  | 4.63 % |

|  | 100 % |

### Ayuntamientos
|  | 48.63 % |

|  | 33.08 % |

|  | 9.43 % |

|  | 1.75 % |

|  | 1.59 % |

|  | 0.26 % |

|  | 0.00 % |

|  | 94.78 % |

|  | 5.22 % |